# Anduud City FC
Der Anduud City FC (mongol. Андууд Сити) ist ein mongolischer Fußballverein aus Ulaanbaatar, der aktuell in der ersten Liga, der National Premier League, spielt.
Der Verein wurde 2013 als Goyo FC gegründet. 2018 wurde der Verein in Anduud City FC umbenannt.

## Erfolge
- Mongolischer Zweitligameister: 2016  ▲

## Stadion

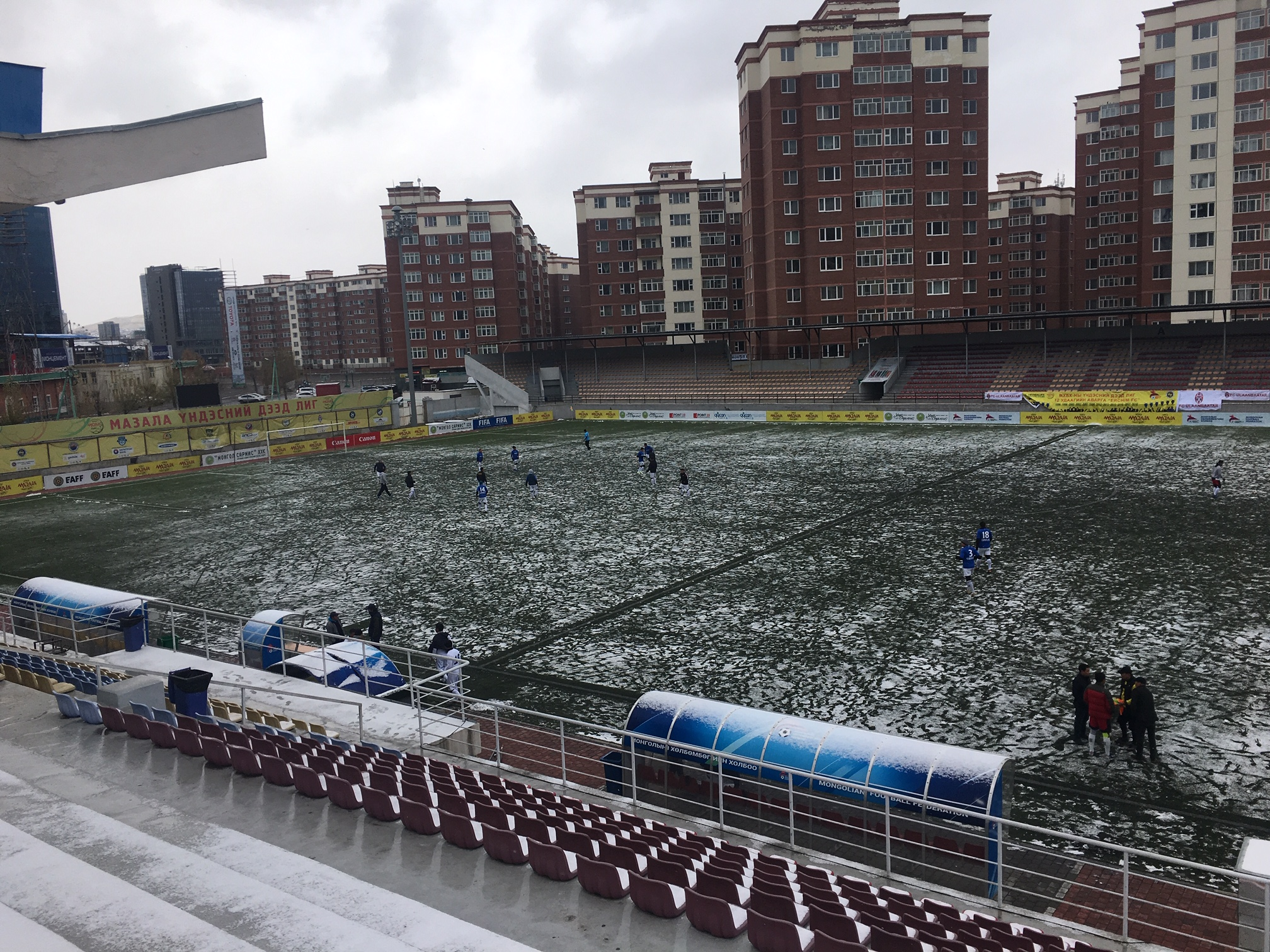
MFF Football Centre

Der Verein trägt seine Heimspiele im MFF Football Centre in Ulaanbaatar aus. Das Stadion hat ein Fassungsvermögen von 5000 Personen.
Koordinaten: 47° 54′ 0,4″ N, 106° 54′ 58,6″ O

## Saisonplatzierung
| Saison         | Liga                    | Level   | Platz   | Mongolia Cup  |
| Goyo FC        | Goyo FC                 | Goyo FC | Goyo FC | Goyo FC       |
| -------------- | ----------------------- | ------- | ------- | ------------- |
| 2016           | Mongolia 1st League     | 2       | 1. ▲    | Viertelfinale |
| 2017           | National Premier League | 1       | 7.      | Viertelfinale |
| Anduud City FC |                         |         |         |               |
| 2018           | National Premier League | 1       | 3.      | Viertelfinale |
| 2019           | National Premier League | 1       | 7.      | 1. Runde      |
| 2020           | National Premier League | 1       | 8.      |               |

## Trainerchronik
Stand: Januar 2021
| Trainer               | Nation   | von            | bis               |
| --------------------- | -------- | -------------- | ----------------- |
| Davaa-Ochir Gongorjav | Mongolei | 1. Januar 2016 | 31. Dezember 2018 |
| Akira Higashiyama     | Japan    | 1. Juli 2018   | 31. Dezember 2018 |
| Vojislav Bralušić     | Serbien  | 26. März 2019  | 14. Januar 2020   |
| Donorovyn Lümbengarav | Mongolei | Juni 2020      | heute             |